# 솔로몬 제도 노동당
솔로몬 제도 노동당(Solomon Islands Labour Party)은 솔로몬 제도의 사회당이다. 정당은 1988년도에 Solomon Islands Council of Trade Unions이(가) 주축이 되어 창당되었다.
정당의 대표는 존스 투하누쿠(Joses Tuhanuku)이다.